# Śmierć Priama
Śmierć Priama – obraz olejny Tadeusza Kuntze, powstały w 1756 roku przedstawiający scenę napadu i zabicia króla Troi Priama. Do roku 2012 obraz był w rękach Włochów i stanowił własność prywatną Został wówczas odnaleziony przez krakowskiego antykwariusza, Konstantego Węgrzyna. Śmierć Priama nabył Zamek Królewski na Wawelu – Państwowe Zbiory Sztuki, przy wsparciu Ministerstwa Kultury i Dziedzictwa Narodowego. Dotacja ministerstwa wyniosła 207 000 zł